# Fageostreptus hyatti
Fageostreptus hyatti är en mångfotingart som beskrevs av Demange 1961. Fageostreptus hyatti ingår i släktet Fageostreptus och familjen Harpagophoridae. Inga underarter finns listade i Catalogue of Life.